# Kvindernes Udstilling

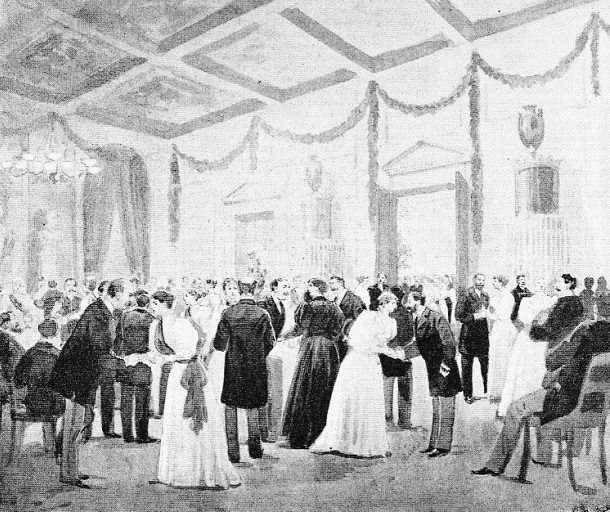
Kvindernes Udstilling. Teckning ur Illustreret Tidende

Kvindernes Udstilling eller Kvindernes Udstilling fra Fortid og Nutid ägde rum i Köpenhamn i Danmark 1895. Det var en utlöpare av  Världsutställningen i Chicago 1893. Det var en utställning om nordiska kvinnors kulturhistoria, med kvinnliga konstnärer, författare och kompositörer från de nordiska länderna. 
Från Sverige deltog bland annat kompositörerna Elfrida Andrée och Valborg Aulin. Bland utställda målare deltog bland annat Anna Ancher, Marie Luplau och Emilie Mundt, Emma Meyer, Sofie Holten, Anna Petersen, Bertha Wegmann. Skulptörerna Elna Borch och Anne Marie Carl-Nielsen fanns också representerade i utställningen. Flera deltagare utställdes postumt, bland annat Adelgunde Vogt, Danmarks första kvinnliga skulptör.